# FEBS Letters
FEBS Letters je recenzirani naučni časopis koji pokriva sve aspekte molekularnih bionauka, uključujući molekularnu biologiju i biohemiju. Ovaj časopis objavljuje primarna istraživanja kao kratke izveštaje u obliku istraživačkih pisama i hipoteza, kao i sekundarna istraživanja u vidu pregleda. FEBS Letters objavljuje izdavačka kuća Wiley u ime Federacije evropskih biohemijskih društava (FEBS). Redakcija je bazirana u Hajdelbergu u Nemačkoj.
Incijalnu ideju za osnivanje FEBS Letters kao časopisa za brzu komunikaciju kratkih izveštaja u oblasti biohemije, biofizike i molekularne biologije je izneo generalni sekretar FEBS udruženja, W.J. Velan, na 4-tom FEBS sastanku koji je održan u Oslu 1967. godine.

## Spoljašnje veze
- Journal homepage